# Style néo-Louis XIII
Le style néo-Louis XIII est un style d’ameublement, d'architecture et d'urbanisme de la fin du XIXe siècle au début du XXe siècle, inspiré par le style Louis XIII.

## Histoire
À partir des années 1880 sont construits à Paris des immeubles inspirés de l’architecture Louis XIII.

## Galerie d'images

Quelques exemples d'architecture de style néo-Louis XIII
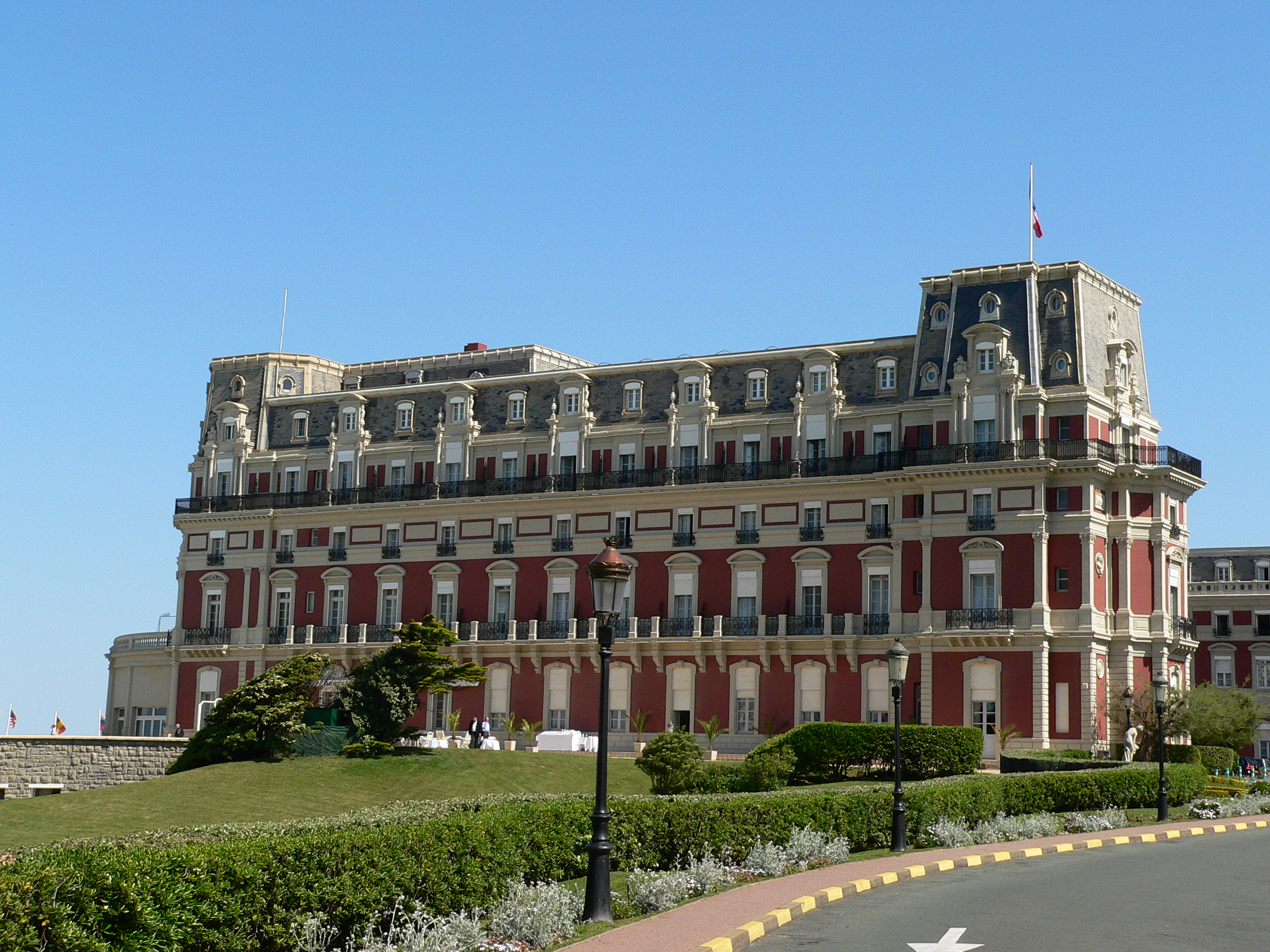
Hôtel du Palais, à Biarritz (1855).
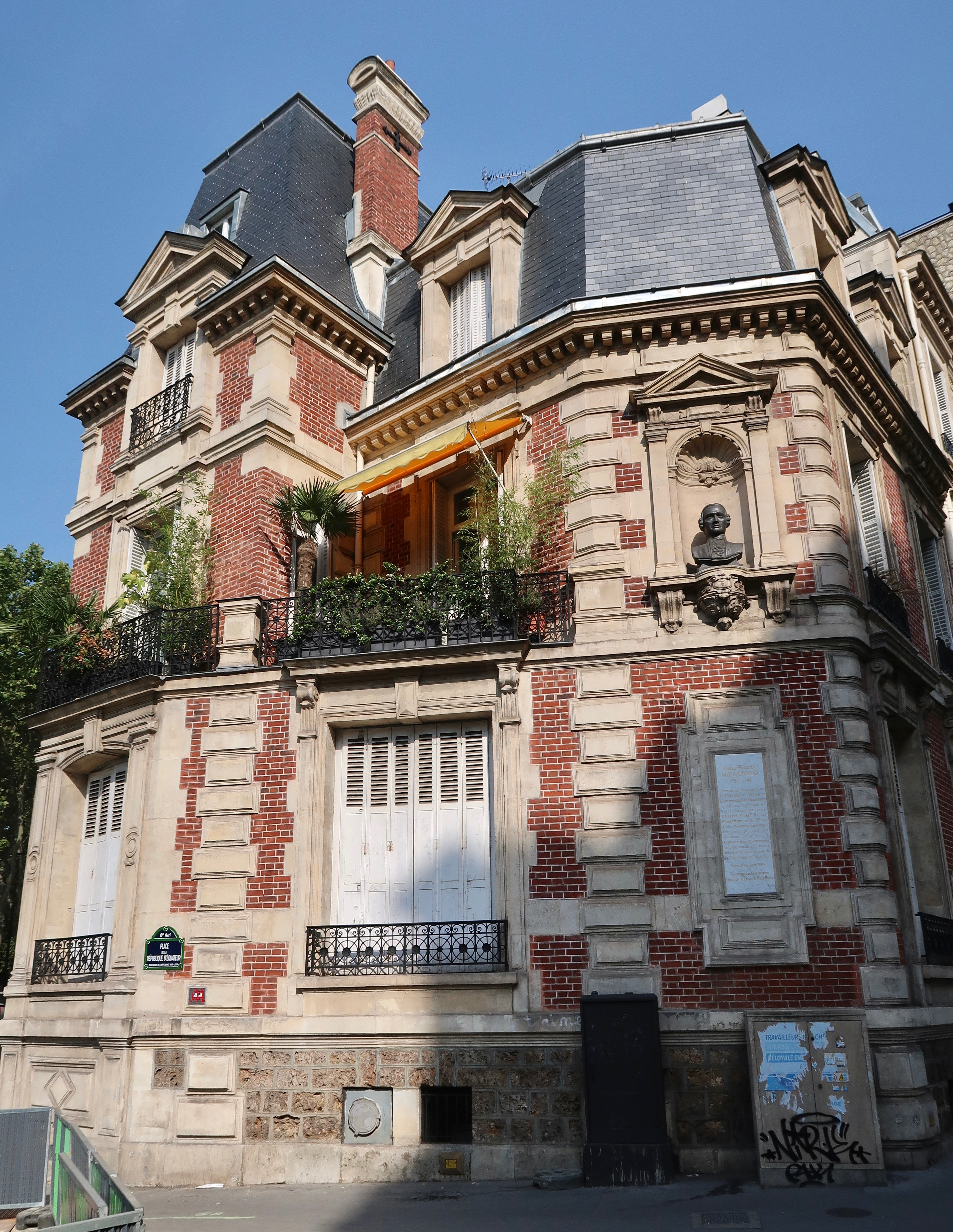
No 53, boulevard de Courcelles, Paris.
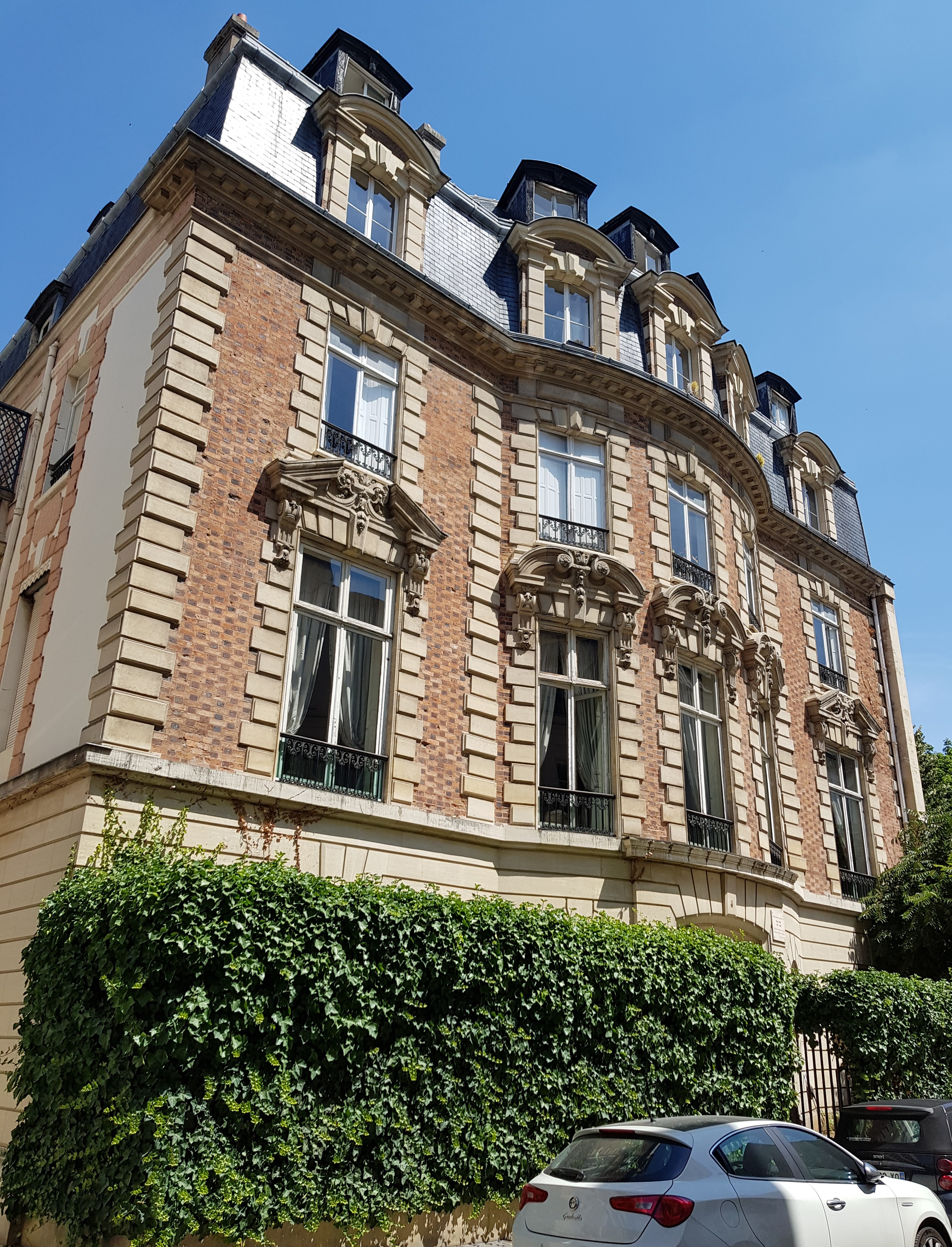
No 4, rue de Chanaleilles, Paris.
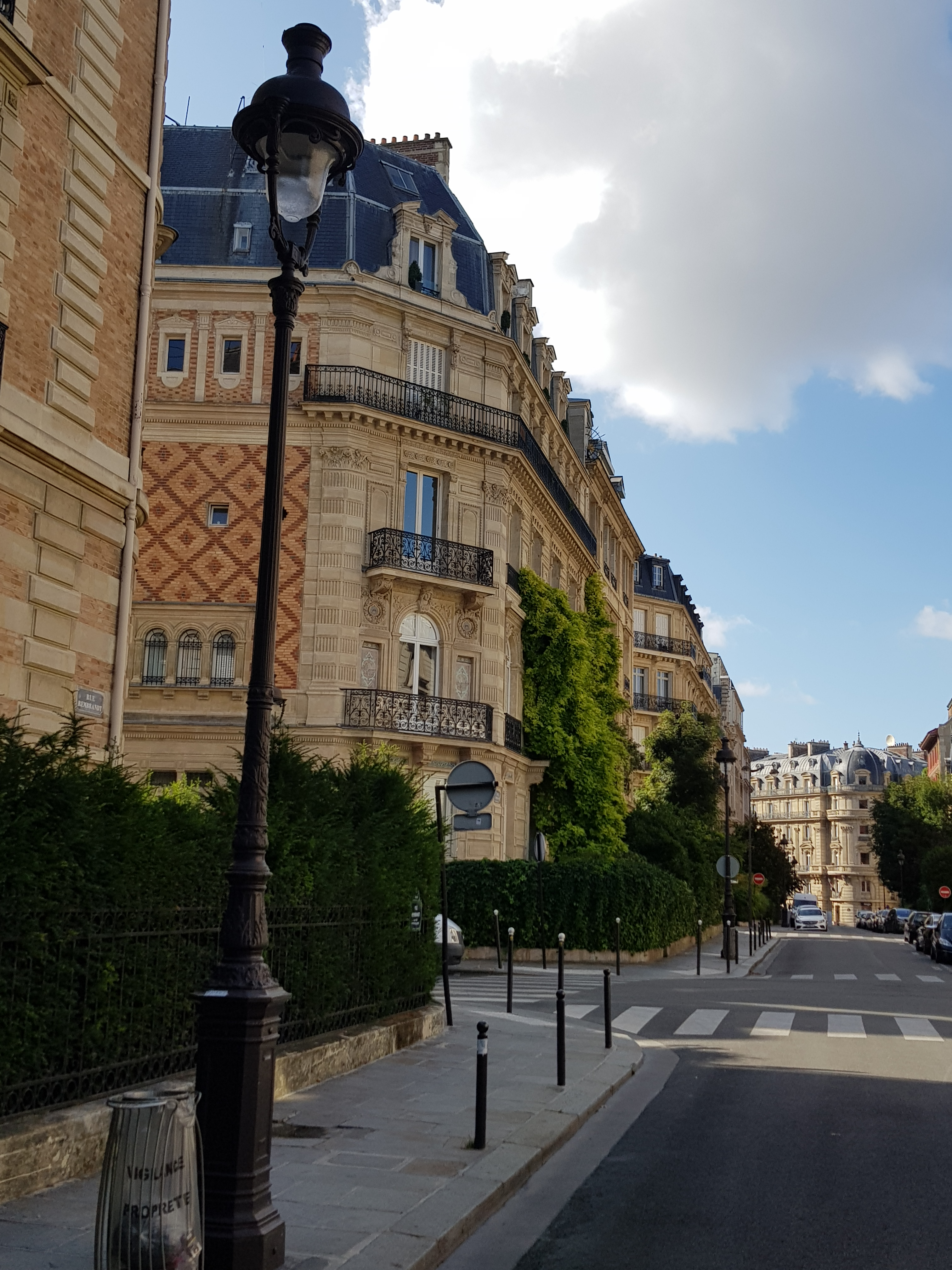
No 9, rue Murillo, Paris.
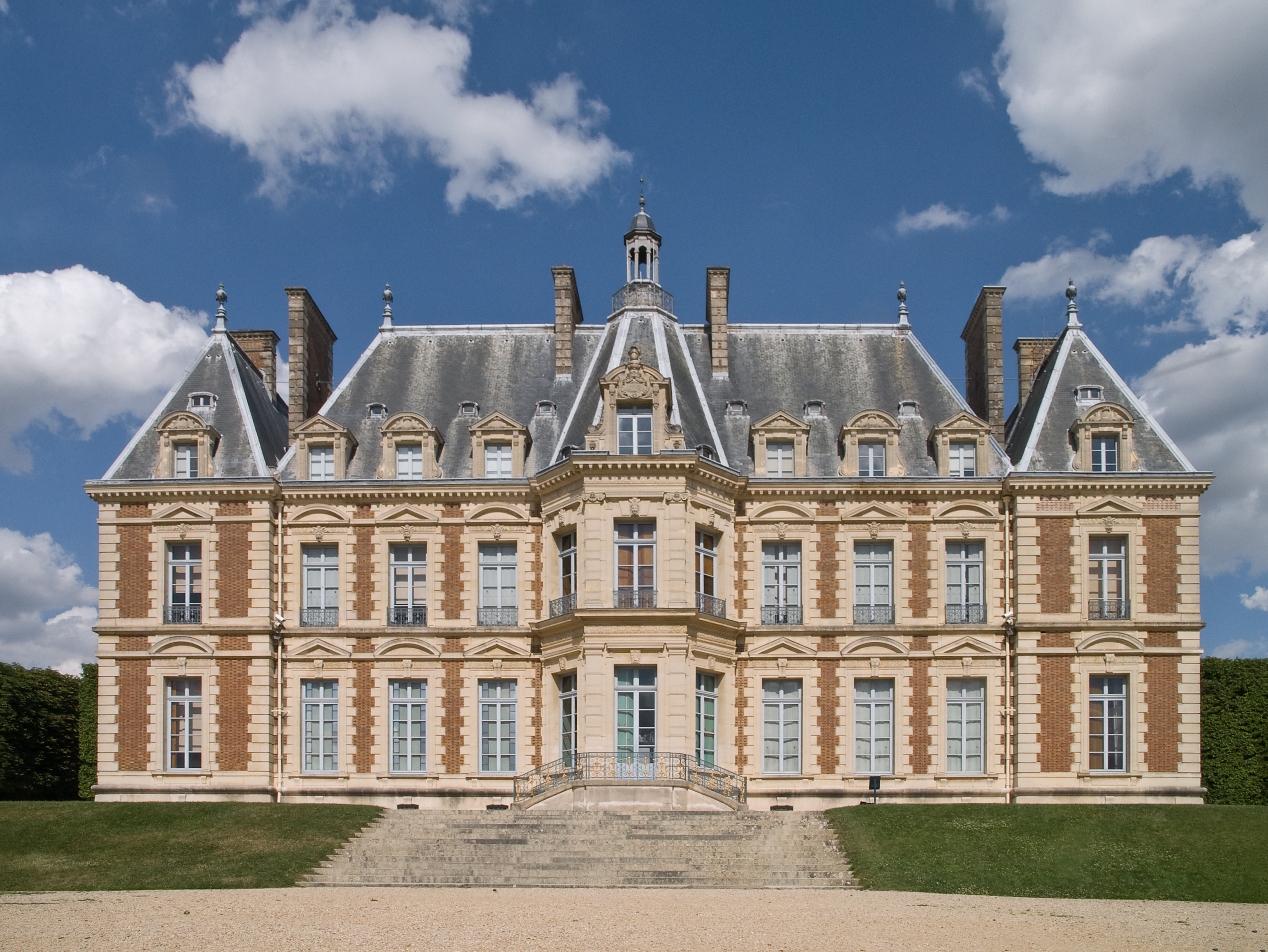
Château de Sceaux (1828).
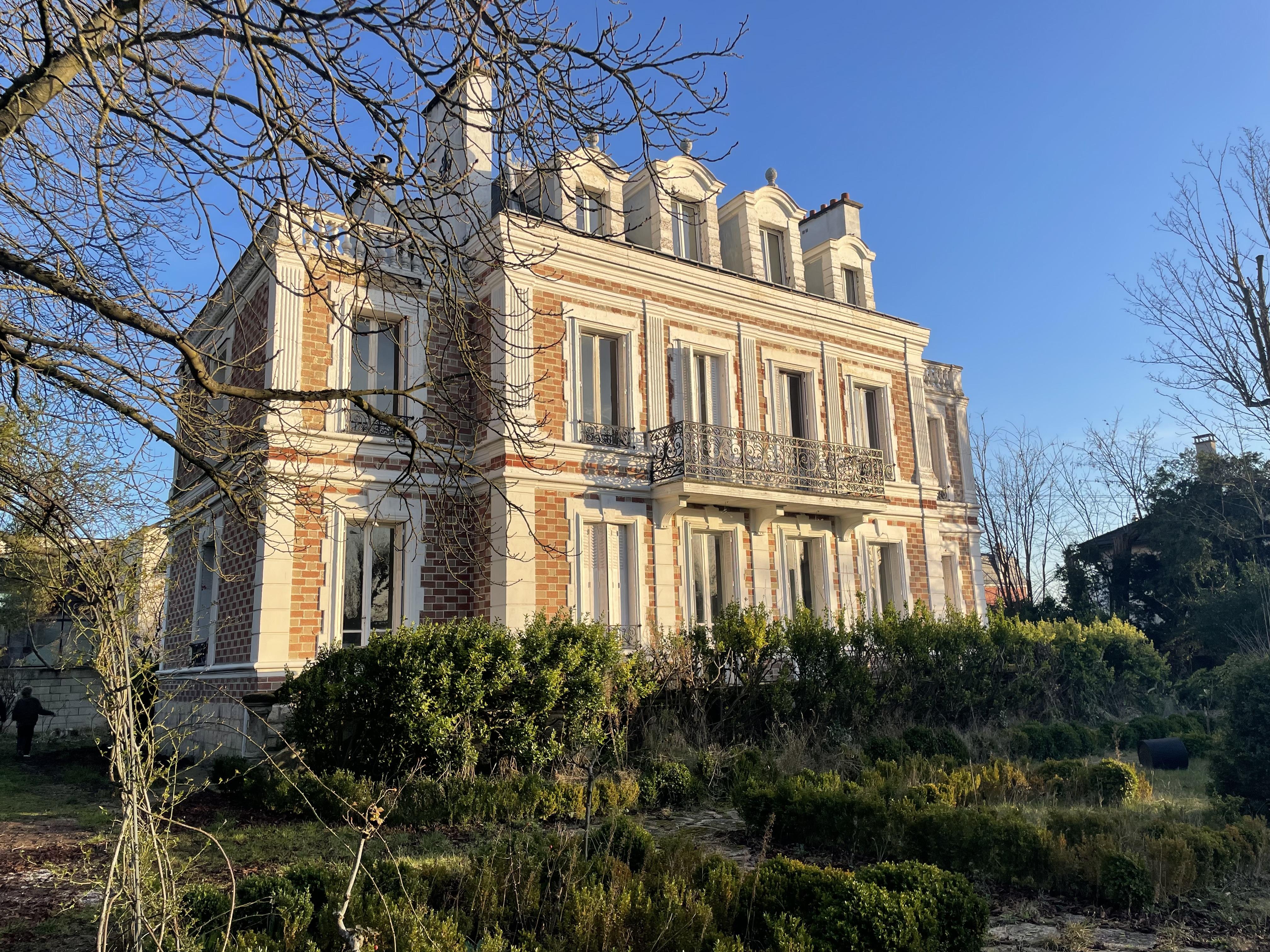
Ermitage de Bellechasse, grand parc du château, Saint-Maur-des-Fossés.
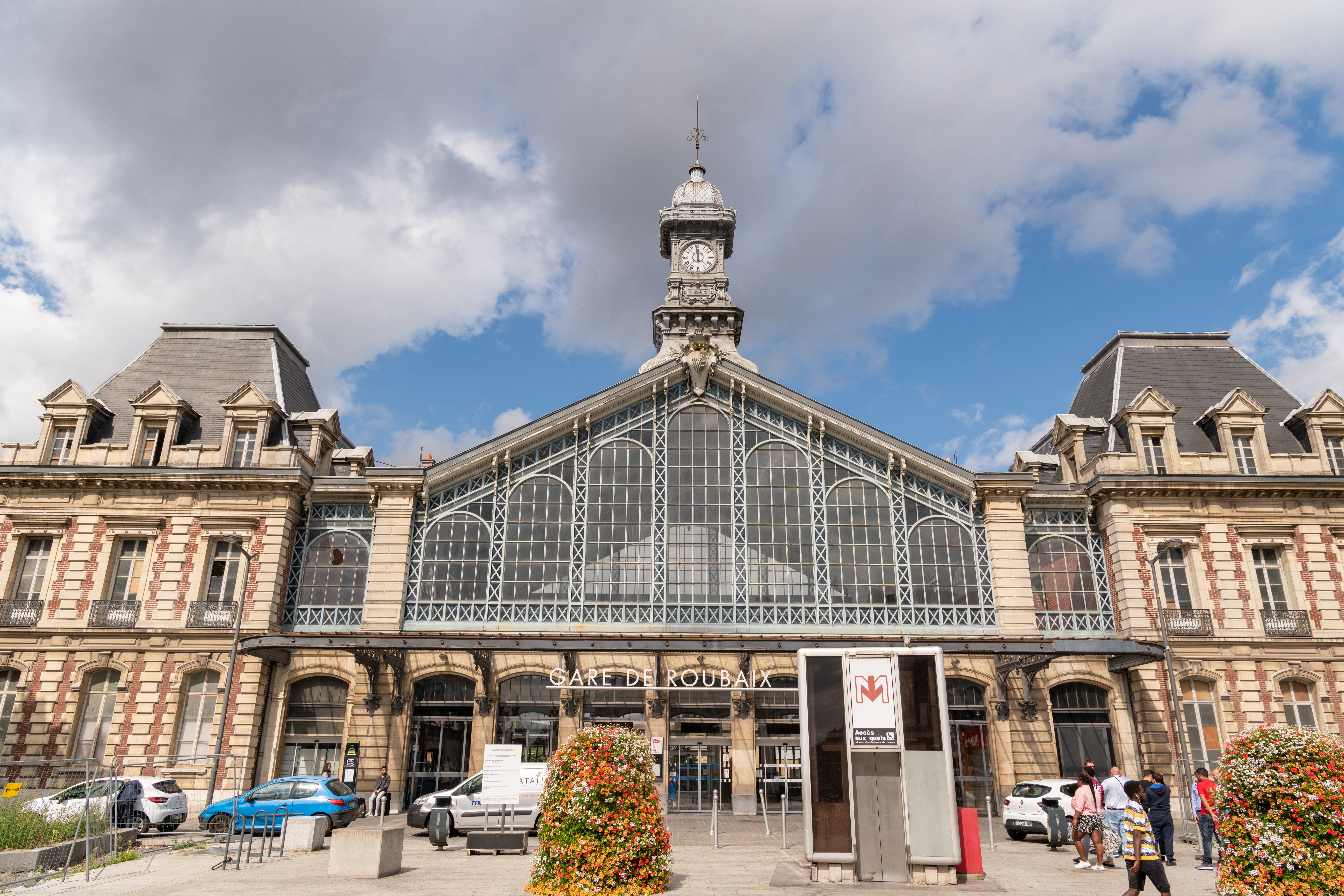
Gare de Roubaix (1888).
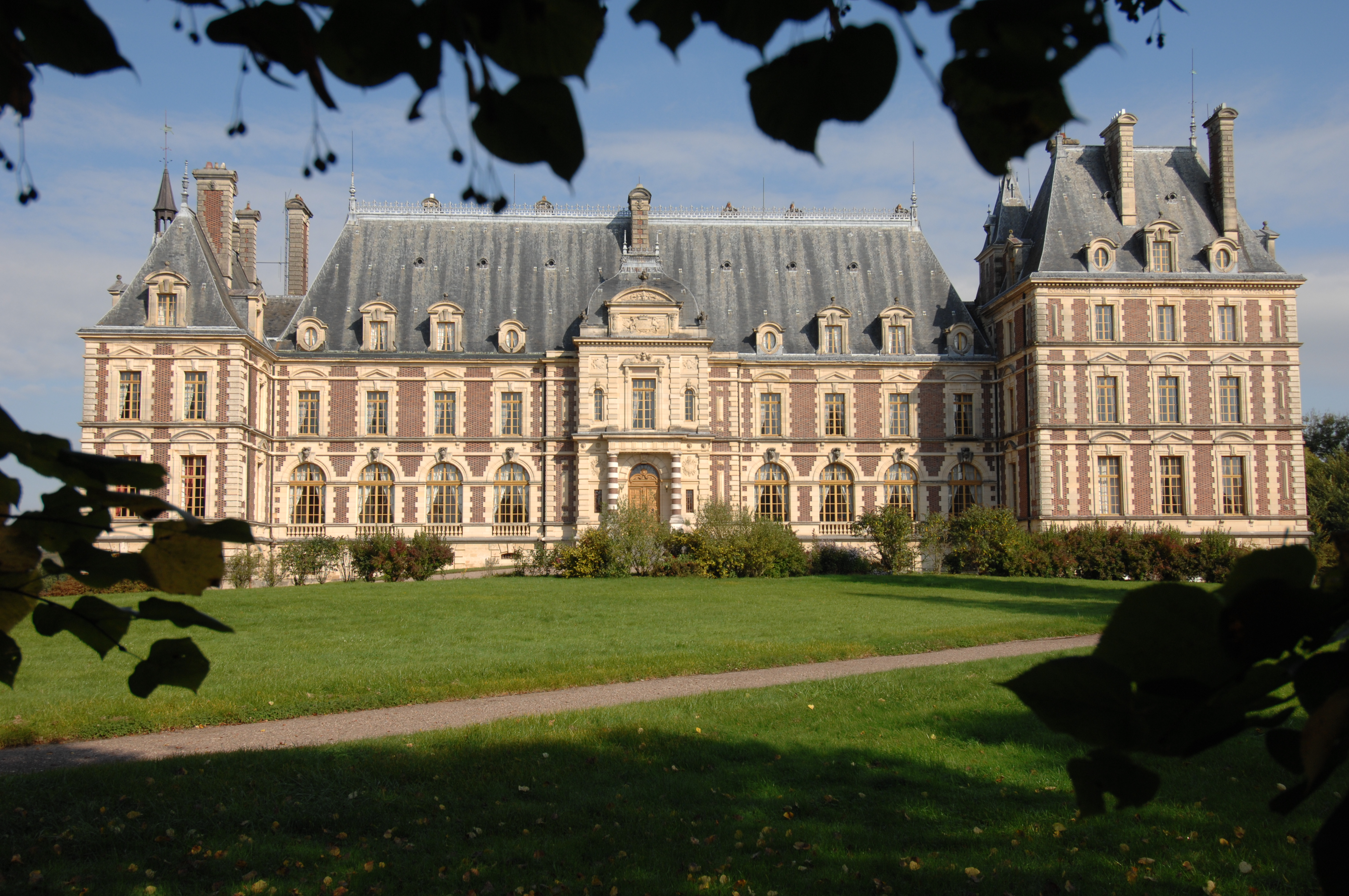
Le château de Villersexel (Haute-Saône).
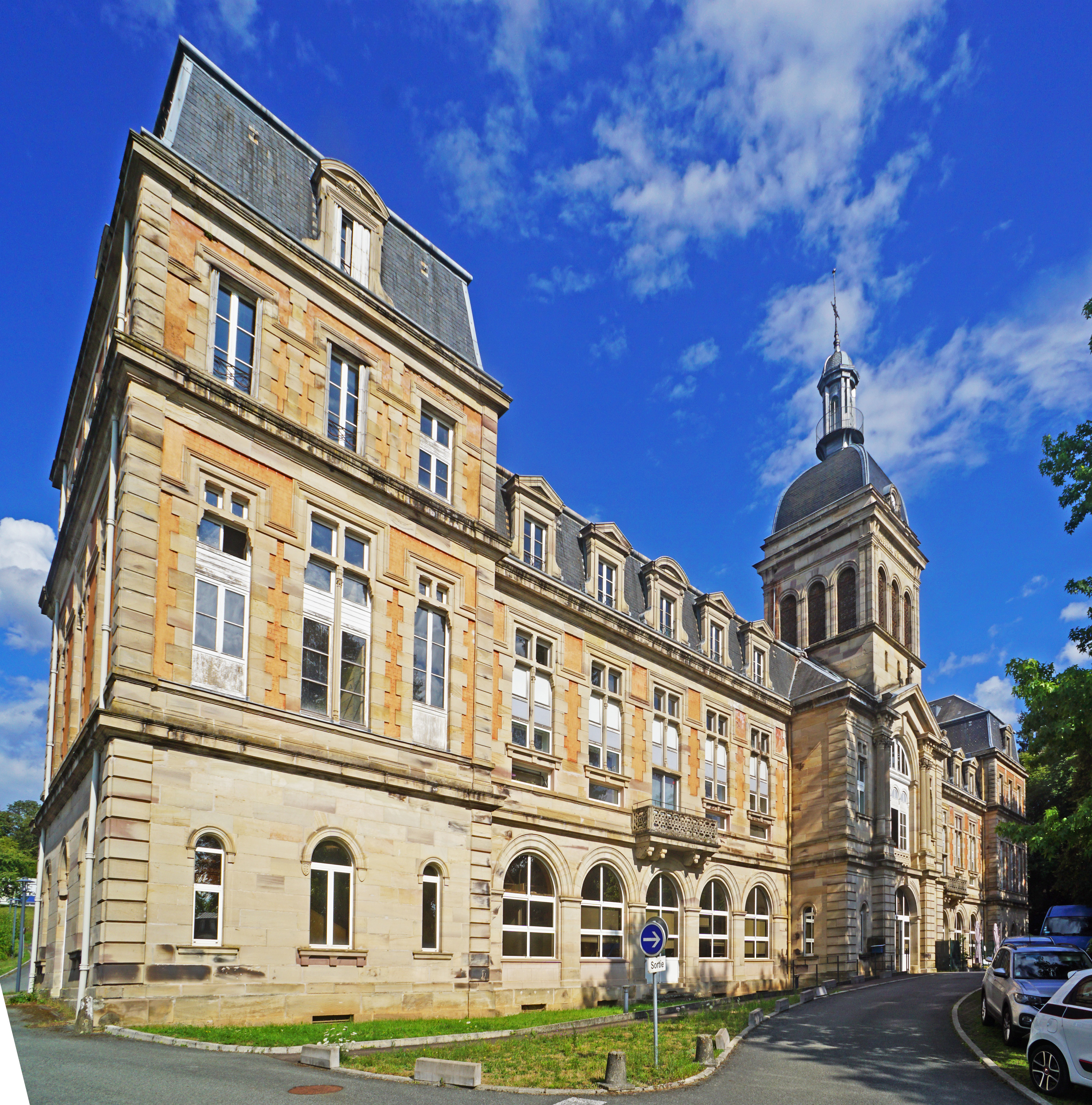
L'hôpital de Luxeuil-les-Bains[2] (Haute-Saône).